# Oklou
Oklou, de son vrai nom Marylou Mayniel, est une musicienne, chanteuse, et autrice-compositrice-interprète française, née en 1993 à Poitiers.
Elle a grandi à Poitiers (dans l'ouest de la France), où elle a notamment reçu un enseignement musical classique (piano, violoncelle) avant de s'installer à Paris puis Londres.
Elle utilise notamment des boîtes à rythmes, des synthétiseurs (tels que le Roland Juno-106 ou le Yamaha SY85) et des sons d'ambiance (étant pour certains des samples de stories Instagram ou des field recordings). On peut également noter une utilisation fréquente de l'Auto-Tune dans sa musique. 

## Biographie
Elle commence à diffuser des versions démo de ses morceaux sur la plateforme Soundcloud en 2016 sous plusieurs pseudonymes (Oklou, Avril23, soireepyj).
En 2018, son second EP The Rite of May paraît sur le label londonien NUXXE. 
Le single Forever est sorti en octobre 2019, avec à la suite les singles SGSY, Toyota (en collaboration avec Flavien Berger) et enterntnmnt (produit avec Mura Masa).
En 2020, elle annonce sa première mixtape Galore, sortant en septembre de la même année. Un clip vidéo pour le single principal unearth me, réalisé par Kevin Elamrani Lince, est diffusé peu après l'annonce.
Elle a composé la bande originale du jeu vidéo Zone W/O People, conçu avec le musicien Krampf, et y a joué en live tout en chantant. Elle a également joué en tant que DJ pour le collectif féminin parisien TGAF, qu'elle a fondé.
Elle est l'actrice principale d'un des trois courts-métrages du programme Ultra rêve, After School Knife Fight, réalisé par Caroline Poggi et Jonathan Vinel, qui est sélectionné par plusieurs festivals tels que la Semaine de la critique du Festival de Cannes, le Kurzfilm Festival à Hambourg, et IndieLisboa.

## Influences musicales
Elle révèle dans un Q&A avec le magazine britannique Dazed que ses influences principales sont Frank Ocean, James Blake, Justin Bieber, SZA, Ellery James Roberts (le chanteur du groupe anglais WU LYF), Jhené Aiko, Drake et Palmistry.

## Discographie

### Albums
- choke enough (2025)

### Mixtapes
- Galore (Tap Records, True Panther Sounds, Because Records, 2020)

### E.P.
- Avril EP (2014)[8]
- For the Beasts, avec Casey MQ (Permalnk, 2017)[9]
- Zone W/O People OST (2018)[10]
- The Rite Of May (Nuxxe, 2018)

### Singles
- Forever (Tap Records, True Panther Sounds, Because Records, 2019)
- entertnmnt (Tap Records, True Panther Sounds, Because Records, 2020)
- Toyota (feat. Flavien Berger) (Tap Records, True Panther Sounds, Because Records, 2020)
- SGSY (Tap Records, True Panther Sounds, Because Records, 2020)
- unearth me (Tap Records, True Panther Sounds, Because Records, 2020)

## Filmographie

### Courts-métrages
- After School Knife Fight (Caroline Poggi & Jonathan Vinel, 2017)